# Brakwaterpriemkever
De brakwaterpriemkever (Bembidion maritimum) is een keversoort uit de familie van de loopkevers (Carabidae). De wetenschappelijke naam van de soort werd in 1839 gepubliceerd door James Francis Stephens.